# Варнене, Рита
Рита Варнене (урожд. Дамбравайте; лит. Rita Varnienė, род. 9 мая 1973, Вилкавишкис) — советская и литовская шахматистка.

## Биография
Выпускница факультета информатики Университета Витовта Великого (1995).
Чемпионка Литвы 1991 и 1999 годов (в 1991 году разделила 1—2 места с М. Куркуль и опередила её по дополнительным показателям). Серебряный призёр чемпионатов Литвы 1990, 1992 и 2000 годов (в 1990 году разделила 2—3 места с Л. Домаркайте, в 1992 году разделила 2—4 места с К. Т. Багинскайте и А. Дамбравайте вслед за игравшей вне конкурса И. Эрнесте, в 2000 году разделила 1—2 места с В. Чмилите; во всех случаях получила серебряную медаль после подсчёта дополнительных показателей). Бронзовый призёр чемпионатов Литвы 1993 и 2002 годов (в 1993 году разделила 2—3 места с И. Рудайтите, в 2002 г. — с Р. Тураускене; уступила обеим по дополнительным показателям).
В составе сборной Литвы участница трех шахматных олимпиад (1992, 2000 и 2002 гг.), командного чемпионата Европы 1999 г., матча со сборной Норвегии (1992 г.).
В составе клуба „Širvinta Vilkaviškis“ участница Кубков европейских клубов 1999 и 2000 годов.
В 2007 году отошла от участия в официальных соревнованиях.

## Семья
Отец — Кястутис Дамбрава, шахматист, первый тренер.
Старшая сестра — Аста Дамбравайте-Рашкявичене, шахматистка, призёр чемпионатов Литвы.

## Основные спортивные результаты
| Год  | Город       | Соревнование                                              | + | − | = | Результат | Место |
| ---- | ----------- | --------------------------------------------------------- | - | - | - | --------- | ----- |
| 1988 | Шяуляй      | Чемпионат Литовской ССР                                   |   |   |   | 5 из 12   | 10    |
| 1989 | Шяуляй      | Чемпионат Литовской ССР                                   |   |   |   | 5½ из 11  | 8—9   |
| 1990 | Шяуляй      | Чемпионат Литвы                                           |   |   |   | 6 из 9    | 2—3   |
| 1991 | Паневежис   | Чемпионат Литвы                                           |   |   |   | 7 из 9    | 1—2   |
| 1992 | Паневежис   | Чемпионат Литвы                                           |   |   |   | 6½ из 9   | 2—4   |
|      | Манила      | XV Олимпиада (сборная Литвы, 3-я доска)                   | 1 | 5 | 2 | 2 из 8    |       |
|      |             | Матч Норвегия — Литва (против Ш. Б. Бернстен и С. Йонсен) | 0 | 1 | 1 | ½ из 2    |       |
| 1993 | Вилкавишкис | Чемпионат Литвы                                           | 4 | 2 | 3 | 5½ из 9   | 2—3   |
| 1994 | Вилкавишкис | Чемпионат Литвы                                           | 3 | 4 | 6 | 6 из 13   | 9     |
| 1995 | Паневежис   | Чемпионат Литвы                                           | 4 | 3 | 2 | 5 из 9    | 6—12  |
| 1996 | Мариямполе  | Чемпионат Литвы                                           | 5 | 3 | 3 | 6½ из 11  | 4—5   |
| 1997 | Шяуляй      | Чемпионат Литвы                                           |   |   |   | 5½ из 9   | 5—6   |
| 1999 | Вильнюс     | Чемпионат Литвы                                           |   |   |   | 7 из 9    | 1     |
|      | Батуми      | Командный чемпионат Европы (сборная Литвы, 2-я доска)     | 3 | 3 | 3 | 4½ из 9   |       |
| 2000 | Вильнюс     | Чемпионат Литвы                                           |   |   |   | 6½ из 9   | 1—2   |
|      | Стамбул     | XIX Олимпиада (сборная Литвы, 2-я доска)                  | 4 | 4 | 4 | 6 из 12   |       |
| 2002 | Неменчине   | Чемпионат Литвы                                           | 6 | 2 | 1 | 6½ из 9   | 2—3   |
|      | Блед        | XX Олимпиада (сборная Литвы, 3-я доска)                   | 4 | 3 | 3 | 5½ из 10  |       |
| 2003 | Паневежис   | Чемпионат Литвы                                           |   |   |   | 5 из 9    | 7—11  |
| 2005 | Вильнюс     | Чемпионат Литвы                                           |   |   |   | 5 из 9    | 8—11  |